# MMANA

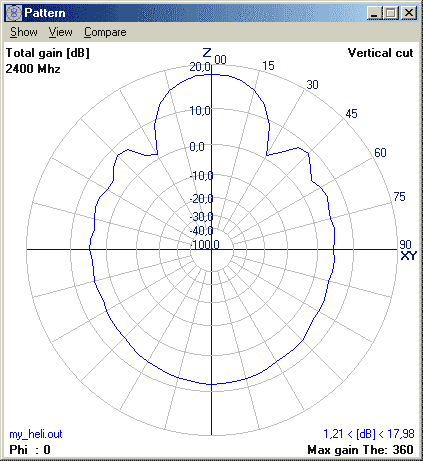
Діаграма спрямованості антени у середовищі MMANA

MMANA — програмне середовище для моделювання активних дротових антен.
Обчислювальною основою MMANA є програма MININEC Ver.3, яку створили  J.C. Logan та J.W. Rockway в Naval Ocean Systems Center (м. Сан-Дієго, штат Каліфорнія, США).
Всі додаткові функції та інтерфейси написані відомим програмістом Makoto Mori. MMANA містить бібліотеку з інформацією про понад 200 антен.

## Особливості
Перевагами MMANA є безкоштовність (freeware), простота, зручний інтерфейс, можливість масштабування антени на довільну частоту, розрахунок параметрів пристрою узгодження, відображення 2D та 3D діаграм спрямованості антени та її амплітудно-частотної характеристики.
MMANA має обмеження при моделюванні реальної землі, програму доцільно використовувати для антен, що сформовані з прямолінійних сегментів, загальна кількість яких не перевищує 4096. Конфігурація антени у вигляді послідовності координат початку і кінця кожного із прямолінійних відрізків зберігається у текстовому файлі спеціального формату з розширенням «.maa».